# Les Dolomites (patrimoine mondial)
Pour les articles homonymes, voir Dolomite (homonymie).
Le 26 juin 2009, une partie des Dolomites a été reconnue par l'UNESCO comme site du patrimoine mondial. Les vingt-et-un membres du Comité du patrimoine mondial ont décidé à l’unanimité d’inclure neuf sites des Dolomites dans la liste des patrimoines naturels,,. Cependant, certains de ces sites se trouvent à l'extérieur des limites du massif défini par la subdivision orographique internationale unifiée du système alpin et l'Alpenvereinseinteilung der Ostalpen.
La candidature avait été initialement présentée par le ministère du Patrimoine culturel en 2004, mais avait été rejetée par l'UNESCO en mai 2006. Par la suite, le groupe de travail de l'UNESCO du ministère de l'Environnement et de la Protection du territoire et de la mer, coordonné par Pier Luigi Petrillo, a présenté les deux dossiers de candidature, entamant simultanément une intense négociation avec les 165 pays membres de la Convention du patrimoine mondial et les 37 pays membres du Comité. Au terme des négociations, qui ont duré deux ans et demi, l’autorité indépendante chargée de l’évaluation des candidatures naturalistes, l’UICN, a rendu un avis favorable sur cette candidature. Enfin, à Séville, en juin 2009, l’équipe coordonnée par le Pietr Luigi Petrillo a mené les dernières négociations en obtenant la reconnaissance de l'UNESCO.
Les neuf sites classés sont :
| N° | Photo | Lieu | Superficie (ha) |
| -- | ----- | --- | --------------- |
| 1  |       | Monte Pelmo et Croda da Lago                                                                             | 4 344           |
| 2  |       | Marmolada                                                                                                | 2 208           |
| 3  |       | Pale di San Martino, Pale di San Lucano (it), parc national des Dolomites Bellunesi, Vette Feltrine (it) | 31 666          |
| 4  |       | Dolomites frioulanes (it)                                                                                | 21 461          |
| 5  |       | Dolomites septentrionales (Dolomites de Braies, de Sesto et d'Ampezzano)                                 | 53 586          |
| 6  |       | Puez - Odle                                                                                              | 7 930           |
| 7  |       | Schlern-Rosengarten et Latemar                                                                           | 9 302           |
| 8  |       | Bletterbach (en)                                                                                         | 271             |
| 9  |       | Dolomites de Brenta                                                                                      | 11 135          |

La zone centrale couvre 141 910 hectares, auxquels s’ajoutent 89 266 ha de zone tampon. Toutes les zones étaient auparavant protégées en tant que parc national, parc naturel ou zones Natura 2000.